# Wurmlingen (Adelsgeschlecht)

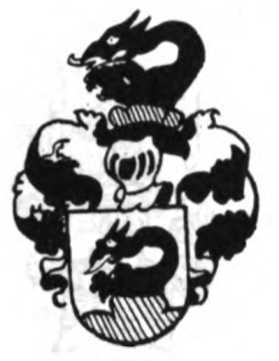
Wappen derer von Wurmlingen

Die Herren von Wurmlingen waren ein ursprünglich edelfreies Uradelsgeschlecht, das in Schwaben ihren Stammsitz in Wurmlingen bei Rottenburg hatte.

## Geschichte
Ein adeliger Klosterbruder Heinrich von Wormelingen erscheint urkundlich um 1120 in Hirsau.
Am 8. Juli 1174 gedenkt Pfalzgraf Hugo von Tübingen in einer Urkunde seines „karissimi ministerialis Anshelmi militis de Wurmelingen“.
1225 erscheint in einer Urkunde des Stifts Kreuzlingen unter den Zeugen Dictericus de Wurmelingen und Rodolf Sacerdos vice plebanus in Wurmelingen, 1247 starb Agnes von Wurmlingen zu Sindelfingen. Unter den Chorherrn dieses Stiftes kommen die von Wurmlingen häufig vor, besonders Konrad von Wurmlingen und seine Brüder Reinhard, Walter und Veit, 1269–1277. 1317 kommt in dem Bestätigungsbrief der Freyheiten des Klosters Bebenhausen durch die Grafen Wilhelm, Heinrich und Gottfried von Tübingen, unter den Zeugen auch Ott von Wurmlingen vor.
Die beiden Brüder Eberhard und Reinhard von Wurmlingen waren Tübinger Ministerialen und übergaben 1252 einen Hof in Wurmlingen an Graf Wilhelm von Tübingen, den er dem Frauenkloster Kirchberg übergab.
Ein geschichtlicher Zusammenhang von Wurmlingen bei Rottenburg zu Wurmlingen bei Tuttlingen war lange nicht nachzuweisen. Eine Urkunde deutet aber auf eine Verbindung hin: Die Brüder Albert, Friederich und Heinrich von Wurmlingen, genannt die Hohin, Herren von Wurmlingen bei Tuttlingen (Burg Wurmlingen) und Ministerialen der Grafen von Zollern, verkaufen am 7. Dezember 1252 ihren Weinberg im Pfaffenberg (Kapellenberg) mit Zustimmung ihres Herrn, des Grafen Friedrich von Zollern, an das Frauenkloster Kirchberg.

## Stammlinien
Das Adelsgeschlecht verzweigte sich im 13. Jahrhundert in die Linien von Steinhilben, von Mörsperg und Märheld.

### Märheld
Der Beiname Märheld geht auf die Sage des Dietrich von Bern zurück.
Es nennt sich 1277 Dictericus der Mörhild zu Wurmlingen, und in einer anderen Urkunde von 1301 eben so Dictericus dictus Merchelt de Wurmlingen.
Die Rottenburger Linie der Märheld existierte von 1292 bis 1519 und stellte dort mehrere Schultheißen.
Mit Kleinhans Märheld starb das Geschlecht 1519 aus.

### von Mörsperg
Diese Linie nannte sich nach der Burg Mörsberg.

## Wappen
Das Wappen der Gemeinden Wurmlingen weist denselben Drachen auf:
In silbernen Schild auf grünem Dreiberg ein wachsender rot bewehrter blauschwarzer Drache mit blutlechzender Zunge. Auf dem Helm eine schwarz-silberne Helmdecke. Als Helmzier ein Drache wie im Schild.

## Bedeutende Persönlichkeiten
- Eberhard von Wurmlingen (um 1252), Ritter
- Konrad von Wurmlingen († 1295), Kanoniker des Stifts St. Martin in Sindelfingen und Autor des überwiegenden Teils der Sindelfinger Annalen